# Conozca a su cliente
Conozca a su cliente (del inglés «know your customer» o KYC) es el proceso de una empresa que identifica y verifica la identidad de sus clientes.  El término también se utiliza para referirse a las regulaciones bancarias y anti-lavado de dinero que rigen estas actividades. Los procesos de conozca a su cliente también son empleados por empresas de todos los tamaños con el propósito de asegurar que sus agentes, consultores o distribuidores propuestos cumplen con las regulaciones contra el soborno. Los bancos, los aseguradores y los acreedores de exportación exigen cada vez más que los clientes proporcionen información detallada sobre la due diligence contra la corrupción.

## Estándares
Los objetivos de las directrices de KYC son evitar que los bancos sean utilizados, intencionalmente o no, por elementos criminales para actividades de lavado de dinero. Los procedimientos relacionados también permiten a los bancos entender mejor a sus clientes y sus transacciones financieras. Esto les ayuda a gestionar sus riesgos con prudencia. Los bancos generalmente encuadran sus políticas de KYC incorporando los siguientes cuatro elementos clave:
- Política del cliente;
- Procedimientos de identificación del Cliente;
- Monitoreo de Transacciones; y
- Gestión de riesgos.

A los efectos de una política KYC, un cliente o usuario puede definirse como:
- Una persona o entidad que mantiene una cuenta y / o tiene una relación comercial con el banco;
- La persona o entidad que beneficia de la cuenta (es decir, el beneficiario efectivo);
- Beneficiarios de transacciones realizadas por intermediarios profesionales tales como corredores de bolsa, contadores públicos o abogados, según lo permita la ley; o
- Cualquier persona o entidad relacionada con una transacción financiera que pueda representar un riesgo significativo de reputación u otros riesgos para el banco, por ejemplo, una transferencia bancaria o emisión de un proyecto de demanda de alto valor como una sola transacción.

## Controles típicos
Los controles KYC típicamente incluyen lo siguiente:
- Recolección y análisis de información básica de identidad, como documentos de identidad (referidos en la normativa y práctica de los Estados Unidos como un programa de identificación del cliente o CIP).
- Nombres de correspondencia con listas de partes conocidas (como persona políticamente expuesta o PEP).
- Determinación del riesgo del cliente en términos de propensión a cometer lavado de dinero, financiamiento del terrorismo o robo de identidad.
- Creación de una expectativa del comportamiento transaccional de un cliente.
- Seguimiento de las transacciones de un cliente frente al comportamiento esperado y perfil registrado, así como el de los pares del cliente.

## Leyes por país
- México: La “Ley Federal para la Prevención e Identificación de Operaciones con Recursos de Procedencia Ilícita” fue promulgada en 2012 por el entonces presidente Felipe Calderón y entró en vigor en 2013 durante la gestión del entonces presidente Enrique Peña Nieto. Es una ley que obliga a proporcionar información hacia el gobierno no sólo para bancos, casas de bolsa y financieras, sino también obliga a agentes inmobiliarios, notarios públicos, agencias de coches, marchantes de obras de arte, galerías de arte, blindadores de automóviles y muchos otros agentes económicos. El organismo gubernamental encargado de supervisar, analizar y, en su caso, investigar toda esta información es la Unidad de Inteligencia Financiera, dependiente del Ministerio (llamada en México Secretaría) de Hacienda y Crédito Público.

- Australia: La Ley de Lucha contra el Lavado de Dinero y el Financiamiento de la Lucha contra el Terrorismo de 2006 (Ley AML / CTF) da efecto a las leyes de KYC.[2] El Reglamento de 2007 sobre el blanqueo de capitales y la lucha contra el terrorismo brinda orientación para la aplicación de los poderes y requisitos de la Ley. El cumplimiento se rige por la agencia gubernamental australiana, Australian Transaction Reports and Analysis Center, establecida en 1989, conocida como AUSTRAC.[2][3] El cumplimiento se rige por la agencia  Gobierno australiano, Australian Transaction Reports and Analysis Center, establecida en 1989, conocida como AUSTRAC.[2]

- Canadá: El Centro de Análisis de Informes de Transacciones Financieras de Canadá, también conocido como CANA- RAC, fue creado en 2000 como unidad de inteligencia financiera de Canadá. CANAFE actualizó su reglamento en junio de 2016 con respecto a métodos aceptables para determinar la identidad de los clientes individuales para asegurar el cumplimiento de las regulaciones ALD y KYC.

- India: El Banco de la Reserva de la India introdujo las directrices de KYC para todos los bancos en 2002. En 2004, RBI dirigió a todos los bancos para asegurar que cumplan totalmente con las disposiciones de KYC antes del 31 de diciembre de 2005.[4]

- Italia: el Banco Central (Banca d'Italia), que también ejerce el poder de regulación del sector financiero, ha promulgado en 2007 los requisitos y normas de KYC que las entidades financieras tienen que cumplir en el territorio italiano.[5]
- Namibia: Ley de Inteligencia Financiera, 2012 (Ley Nº 13 de 2012), publicada en el Boletín Oficial 509 de 14 de diciembre de 2012.[6]

- Nueva Zelanda: las leyes KYC actualizadas se promulgaron a finales de 2009 y entraron en vigor en 2010. El KYC es obligatorio para todos los bancos e instituciones financieras registrados (este último tiene un significado extremadamente amplio).[7]

- Sudáfrica: La Ley 38 de 2001 del Centro de Inteligencia Financiera (FICA)

- Reino Unido: Las Regulaciones de Lavado de Dinero 2007 son las reglas subyacentes que rigen KYC en el Reino Unido. Muchas empresas del Reino Unido usan la guía proporcionada por el Grupo Directivo Conjunto sobre Lavado de Dinero como guía para el cumplimiento.

- Estados Unidos: De acuerdo con la Ley Patriota de los Estados Unidos de 2001, el Secretario del Tesoro tenía la obligación de ultimar los reglamentos antes del 26 de octubre de 2002, haciendo KYC obligatorio para todos los bancos de los Estados Unidos. Los procesos relacionados se requieren para ajustarse a un programa de identificación del cliente (CIP)

- Luxemburgo: KYC se rige por las leyes y reglamentos contra el blanqueo de capitales (AML), que entraron en vigor en 1993 y fueron modificados por última vez en 2015.

## Diligencia debida
La due diligence mejorada (EDD) es un estándar más detallado requerido para clientes y transacciones de mayor importancia. La Ley PATRIOT de EE. UU. dicta que las instituciones "establecerán políticas, procedimientos y controles adecuados, específicos y, si es necesario, mejorados, de debida diligencia razonablemente diseñados para detectar e informar casos de lavado de dinero a través de esas cuentas". Las regulaciones estadounidenses exigen que las medidas de EDD se apliquen a tipos de cuentas como la banca privada, la cuenta corresponsal y las instituciones bancarias extraterritoriales. Debido a que las definiciones reglamentarias no son ni coherentes a nivel mundial ni prescriptivas, las instituciones financieras corren el riesgo de ser sujetas a normas diferentes dependiendo de su jurisdicción y ambiente regulatorio. Un artículo publicado por Peter Warrack en la edición de julio de 2006 de ACAMS Today (Asociación de Especialistas Certificados en Anti-Lavado de Activos) sugiere lo siguiente: "Un proceso riguroso y robusto de investigación por encima y por encima de (KYC) Verificar y validar la identidad del cliente, comprender y probar el perfil del cliente, la actividad comercial y la actividad de la cuenta, identificar la información adversa relevante y el riesgo, evaluar el potencial de blanqueo de dinero y / o financiación del terrorismo para apoyar decisiones prácticas para mitigar el riesgo financiero, Y garantizar el cumplimiento normativo ".

## Propiedades de EDD

### Riguroso y robusto
Generalmente esto significa consistente, completo y preciso. El proceso debe estar documentado y estar disponible para su inspección por los reguladores. El proceso debe ser SMART (Específico, Mesurable, Alcanzable, Relevante y Timebound), escalable y proporcional al riesgo y recursos.

### Más allá de los procedimientos KYC
Los archivos EDD se basan en la evaluación inicial del cliente. Los procesos EDD deben utilizar un enfoque diferenciado dependiendo del riesgo. Es crucial para la integridad de cualquier proceso EDD la fiabilidad de las fuentes de información y de información, el tipo y la calidad de las fuentes de información utilizadas, los analistas debidamente capacitados que saben dónde buscar información, cómo buscar y cómo corroborar, interpretar y decidir los resultados . Las compañías de inteligencia comercial agregan esta información y la compilan diariamente en una base de datos comprensiva. Muchas de estas compañías de inteligencia comercial son atendidas por proveedores en el país con investigadores en el terreno que pueden obtener información que no es fácilmente accesible.

### Garantía razonable
Lo que es razonable depende de factores como jurisdicción, riesgo, recursos y tecnología de vanguardia. Para los partidos de sanción depende de la información proporcionada por los reguladores. En todos los casos, la norma propuesta es el estándar civil de la prueba, es decir, el equilibrio de probabilidad.

### Información adversa relevante
Información obtenida de cualquier fuente, incluyendo Internet, bases de datos gratuitos y de suscripción y los medios de comunicación, que sea directa o indirectamente indicativa de participación en el lavado de dinero, financiamiento del terrorismo o delitos predicados. Los ejemplos incluyen el fraude y otras deshonestidad, el tráfico de drogas, el contrabando u otros delitos proscritos, las referencias al lavado de dinero o la realización de negocios, residir o frecuentar países considerados por el Grupo de Acción Financiera y / o (institución) como países sancionados o países Con el que (institución) no hace negocios; A sanciones oficiales o listas de vigilancia; Así como a investigaciones, condenas o hallazgos disciplinarios por parte de organismos reguladores autorizados.